# North Seekonk
North Seekonk es un lugar designado por el censo ubicado en el condado de Bristol en el estado estadounidense de Massachusetts. En el Censo de 2010 tenía una población de 2.643 habitantes y una densidad poblacional de 717,63 personas por km².

## Geografía
North Seekonk se encuentra ubicado en las coordenadas 41°53′5″N 71°19′49″O / 41.88472, -71.33028. Según la Oficina del Censo de los Estados Unidos, North Seekonk tiene una superficie total de 3.68 km², de la cual 3.62 km² corresponden a tierra firme y (1.69%) 0.06 km² es agua.

## Demografía
Según el censo de 2010, había 2.643 personas residiendo en North Seekonk. La densidad de población era de 717,63 hab./km². De los 2.643 habitantes, North Seekonk estaba compuesto por el 96.14% blancos, el 0.79% eran afroamericanos, el 0.15% eran amerindios, el 1.02% eran asiáticos, el 0% eran isleños del Pacífico, el 0.87% eran de otras razas y el 1.02% pertenecían a dos o más razas. Del total de la población el 1.55% eran hispanos o latinos de cualquier raza.